# Johann Friedrich Scheuchler
Johann Friedrich Scheuchler (* um 1740 in Köstritz; † 4. November 1791 in Dresden) war ein deutscher Beamter.

## Leben
Johann Friedrich Scheuchler wurde als einziger Sohn des gleichnamigen Predigers Johann Friedrich Scheuchler in Köstritz geboren. Seine Schwester Johanna Caroline war mit dem Kantor der Thomasschule zu Leipzig, Johann Friedrich Doles, verheiratet.
Nachdem sein Vater ihn geschult hatte, kam er auf die Landesschule Pforta und studierte anschließend Theologie an der Universität Leipzig; dort hörte er Vorlesungen unter anderem bei Christian Fürchtegott Gellert, der sich aus gesundheitlichen Gründen einige Zeit im Pfarrhaus in Köstritz aufgehalten hatte und nun Johann Friedrich Scheuchler förderte. Der Bruder Christlieb Ehregott Gellert von Christian Fürchtegott Gellert hatte einen Lehrstuhl für Metallurgie, Chemie und Probierkunst an der Bergakademie Freiberg.
Nach dem Studium begleitete er als Hofmeister seinen Zögling Goldacker auf dessen Reise nach Frankreich. Nach der Reise beschäftigte er sich mit den juristischen Wissenschaften und begleitete erneut als Hofmeister von Schönberg aus Pfaffroda auf die Bergakademie Freiberg. In Freiberg traf er seine ehemaligen Freunde von der Universität Johann Friedrich Wilhelm von Charpentier, Hübler und Thiele wieder. Um den Fleiß seines Zöglings anzuspornen, begann er selbst ein Studium der Bergwissenschaften. Berghauptmann Carl Eugenius Pabst von Ohain konnte ihn überreden, zukünftig im Bergbauwesen tätig zu sein; so wurde er 1775 als Oberbergamt-Sekretär in Freiberg angestellt. 1780 erfolgte seine Versetzung als Bergrat nach Dresden und nochmals zwei Jahre später wurde er dort zum Geheimen Finanzrat ernannt.
Am 4. November 1791 nahm er sich in Dresden mit Messerstichen und einer Pistole das Leben.
Er war verheiratet mit der Tochter des Pastors Siegmund Heinrich Jakob Leuckard aus Pfaffroda. Ihr gemeinsamer Sohn Carl Friedrich Scheuchler wurde später ebenfalls Bergbauingenieur und Geheimer Finanzrat in Dresden.

### Wirken
Er war maßgeblich an der Verbesserung des Berg- und Hüttenwesens im Mansfelder Land beteiligt; durch seine Mitwirkung wurden in der Umgebung von Freiberg Kanäle angelegt, die den Erztransport förderten. Er entwickelte auch einen Plan zum Bau des Dörnthaler Kunstgrabens, der das im Freiberger Bergbau benötigte Aufschlagwasser beförderte.

## Schriften (Auswahl)
- Johann Friedrich Scheuchler: Abschieds-Rede an den Herrn Zehndner und sämtliche Herren Bergbeamte des Churfl. Sächßl. Bergamts zu Schneeberg, sowohl als die Herren Schichtmeistere und sämmtliche Steiger des Schneebergischen Zugs Denenselben gewidmet. Fulde, Schneeberg 1780.